# تروریست مردم‌سالار
تروریست مردم‌سالار (سوئدی: Den demokratiske terroristen) فیلمی سوئدی-آلمانی به کارگردانی پله بریلوند است که در سال ۱۹۹۲ منتشر شد. این فیلم بر پایهٔ رمانی به همین نام اثرِ یان گیو ساخته شده‌است.

## بازیگران
- استلان اسکاشگورد
- سوزانه لوتار
- کاتیا فلینت
- اولریش توکور
- رولف هوپه
- شل بریکوئیست
- روبن سالماندر